# Puchar Świata w Rugby 7 (2013) – kwalifikacje mężczyzn
Kwalifikacje mężczyzn do Pucharu Świata w Rugby 7 2013 miały na celu wyłonienie męskich reprezentacji narodowych w rugby 7, które wystąpiły w finałach tego turnieju.

## Informacje ogólne
Turniej finałowy organizowanego przez IRB Pucharu Świata odbył się w Moskwie w dniach 28–30 czerwca 2013 roku i wzięły w nim udział dwadzieścia cztery drużyny. Automatyczny awans do turnieju finałowego uzyskali gospodarze oraz ćwierćfinaliści poprzedniego Pucharu Świata. O pozostałe miejsca odbywały się regionalne turnieje eliminacyjne.

## Zakwalifikowane drużyny
|                           | Afryka                      | Ameryka Południowa | Ameryka Północna/Karaiby     | Azja                            | Europa                                                | Oceania                         |
| ------------------------- | --------------------------- | ------------------ | ---------------------------- | ------------------------------- | ----------------------------------------------------- | ------------------------------- |
| Automatyczna kwalifikacja | - Kenia - Południowa Afryka | - Argentyna        |                              |                                 | - Anglia - Rosja - Walia                              | - Fidżi - Nowa Zelandia - Samoa |
| Regionalne eliminacje     | - Zimbabwe - Tunezja        | - Urugwaj          | - Kanada - Stany Zjednoczone | - Japonia - Hongkong - Filipiny | - Portugalia - Hiszpania - Francja - Gruzja - Szkocja | - Australia - Tonga             |

## Kwalifikacje

### Afryka
Stawką turnieju kwalifikacyjnyjnego, będącego jednocześnie mistrzostwami Afryki, który odbył się w dniach 29–30 września 2012 roku w marokańskim mieście Rabat, były dwa miejsca w turnieju finałowym Pucharu Świata. Osiem zespołów podzielonych na dwie czterozespołowe grupy walczyło w pierwszym dniu systemem kołowym, w drugim natomiast odbyła się faza play-off. Pod nieobecność mających automatyczny awans RPA i Kenii w finale spotkały się reprezentacje Zimbabwe i Tunezji. W bezpośrednim pojedynku lepszy okazał się zespół Zimbabwe, a obie drużyny uzyskały awans na Puchar Świata.

### Ameryka Północna/Karaiby
Turniej kwalifikacyjny, będący jednocześnie mistrzostwami strefy NACRA, odbył się na Twin Elm Rugby Park w Ottawie w dniach 25–26 sierpnia 2012 roku. W turnieju wzięło udział jedenaście zespołów. W pierwszym dniu walczyły one systemem kołowym w trzech grupach – dwóch czterozespołowych i jednej trzyzespołowej; do ćwierćfinałów nie awansowały jedynie najsłabsze reprezentacje z każdej z grup. Stawką meczów fazy play-off w drugim dniu zawodów były dwa miejsca w turnieju finałowym Pucharu Świata. Faworyzowane reprezentacje Kanady i Stanów Zjednoczonych spotkały się w finale uzyskując tym samym awans na Puchar Świata, a lepsi w bezpośrednim pojedynku okazali się Kanadyjczycy.

### Ameryka Południowa
Turniej kwalifikacyjny, będący jednocześnie mistrzostwami strefy CONSUR, odbył się na Estádio da Gávea w Rio de Janeiro w dniach 23–24 lutego 2013 roku. W turnieju wzięło udział dziesięć reprezentacji podzielonych na dwie pięciozespołowe grupy, które w pierwszej fazie rywalizowały systemem kołowym. Najlepsza dwójka z każdej z grup w drugiej fazie utworzyła grupę walczącą ponownie systemem kołowym o medale oraz jedno miejsce premiowane awansem na Puchar Świata. Mająca już zapewnioną automatyczną kwalifikację Argentyna zwyciężyła w zawodach, toteż południowoamerykańskie miejsce w turnieju finałowym Pucharu Świata otrzymał Urugwaj.

### Azja
W rozegranym w Singapurze w dniach 2–3 listopada 2012 roku turnieju wzięło udział dwanaście zespołów rozstawionych według wyników osiągniętych w trzyrundowych mistrzostwach kontynentu. W pierwszym dniu drużyny rywalizowały systemem kołowym w czterech trzyzespołowych grupach o awans do rozegranych w tym samym dniu ćwierćfinałów, w drugim zaś odbyły się półfinały oraz mecze o poszczególne miejsca, z których pierwsze trzy były premiowane awansem na Puchar Świata. Zajęły je odpowiednio zespoły Japonii, Hongkongu oraz Filipin.

### Europa
W rozegranym w dniach 20–21 lipca 2012 roku na Estádio Algarve turnieju wzięło udział dwanaście zespołów. Do dziewięciu drużyn, które uczestniczyły w 2012 Grand Prix Series, a nie uzyskały do tej pory awansu na Puchar Świata, dołączyły trzy najlepsze reprezentacje turnieju Dywizji A ME 2012, który odbył się w Warszawie w maju 2012 roku. W pierwszym dniu rozgrywki toczyły się systemem kołowym w trzech czterozespołowych grupach, następnie rozstawiono drużyny według osiągniętych rezultatów. Najlepsza ósemka – dwie pierwsze drużyny z każdej z grup oraz dwie najlepsze z trzecich miejsc – awansowała do fazy play-off. W rozegranych w drugim dniu zawodów meczach stawką było pięć miejsc w finałach Pucharu Świata 2013 – uzyskali je półfinaliści turnieju Cup oraz zwycięzca Plate, były to odpowiednio reprezentacje Portugalii, Hiszpanii, Francji, Gruzji i Szkocji.

### Oceania
Ośmiozespołowe mistrzostwa Oceanii, będące również turniejem kwalifikacyjnym, odbyły się w dniach 25–26 sierpnia 2012 roku na North Sydney Oval w Sydney. Dwie czterozespołowe grupy walczyły w pierwszym dniu systemem kołowym, w drugim natomiast odbyła się faza play-off, której stawką prócz medali tej imprezy były również dwa miejsca w finałach Pucharu Świata 2013, o które walczyły wszystkie drużyny poza mającymi już zapewniony awans Samoańczykami. Faworytami zawodów byli Australijczycy oraz reprezentanci Samoa, którzy bez większych problemów pokonali swoich przeciwników w drodze do decydującego meczu. W finale zwycięscy okazali się natomiast gospodarze turnieju, a udział w turnieju finałowym Pucharu Świata prócz nich zapewnili sobie zdobywcy trzeciego miejsca tych zawodów – reprezentacja Tonga.